# Дивертисмент
Дивертисме́нт (від фр. divertissement — «звеселяння, розвага») — цикл легких музичних, танцювальних і декламаційних номерів типу попурі; у театрі, в XVII–XVIII століттях вставна або заключна частина драматичного спектаклю (іноді оперного або балетного), що складається зі співу, танців, комічних сценок, пародій й інших номерів розважального характеру, звичайно не пов'язаних із сюжетом подання. В 70-х роках XIX століття дивертисмент стає самостійною концертною програмою естрадних театрів і балаганів. Значне поширення дивертисмент одержав у російському балеті після франко-російської війни 1812 року, перетворившись в особливий вид балетного спектаклю на патріотичні й народні теми.
Також дивертисментом називають музичні інструментальних твори, що мають головним чином розважальний характер. Музичні дивертисменти складалися з декількох частин (звичайно 4–10) і призначалися для різних інструментальних складів (від одного інструмента до камерного ансамблю й оркестру). З'єднували в собі риси сонати й сюїти; по широкому застосуванню танцювальних жанрів зближалися із серенадою, касацією і ноктюрном. Дивертисменти зустрічаються в творчості Й. Гайдна, В. А. Моцарта й ін. В XIX столітті, за деякими виключеннями («Угорський дивертисмент» Шуберта для фортепіано в 4 руки), Дивертисмент перетворюються в жанр салонної музики, аналогічний попурі. В XX столітті термін «Д.» застосовується як позначення сюїти, складеної з номерів балету (наприклад Дивертисмент з балету «Поцілунок феї» І.Стравінського); зрідка створюються дивертисменти, що являють собою стилізацію класичного дивертисменту. (Дивертисмент для струнного оркестру Б.Бартока).